# Creu direccional

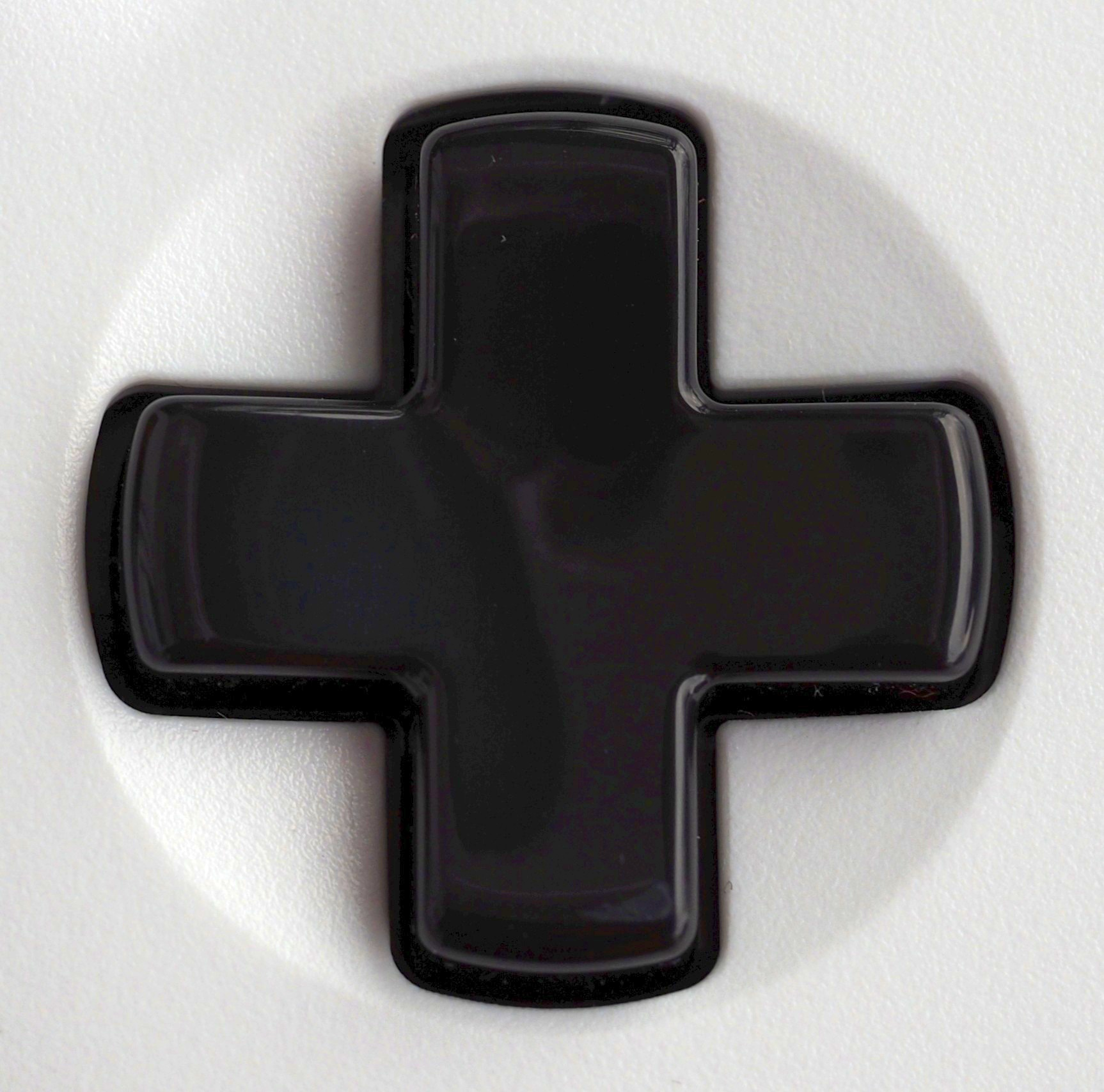
creu direccional amb quatre direccions d'un Xbox

La creu direccional  (també coneguda com a  creueta) és el controlador digital d'adreces en forma de creu dels comandaments de les consoles de videojocs. Poden ser de 4, 8, 10 o 12 direccions. També es diu D-Pad (o Directional-pad), des de la introducció dels comandaments analògics, per tenir un control digital.
La creueta es fa servir principalment en videojocs en 2D.
Les creuetes es poden dividir per la seva morfologia en dos grups bàsics:
- Creueta simple : Peça de plàstic amb forma de creu, ja sigui propera a la superfície (Nintendo NES, Game Boy, Super Nintendo) o de forma una mica més enfonsada (Nintendo 64, Dreamcast, Gamecube, Playstation). És el model més estès.

- Creueta amb base circular plana : Es compon d'una base circular plana on al centre hi ha la creueta. Era comú a l'època dels 16-bits (Megadrive, Neo Geo...), encara que ha perdut popularitat amb el temps. No obstant això, es continua utilitzant àmpliament en controls d'ordinadors d'escriptori.